# Prague Panthers
Prague Panthers (español: Panteras de Praga) es un equipo de fútbol americano de Praga, Bohemia (República Checa). 

## Historia
En 1991 se establecieron en Chequia los primeros equipos de fútbol americano: Prague Lions, Prague Cocks y Prague Panthers. En 1992 se fusionaron los Cocks y los Panthers, en lo que es en la actualidad el equipo de Prague Panthers. En 1994 comenzó a disputarse la liga checa de fútbol americano (Česka Liga Amerického Fotbalu), y Prague Panthers consiguió el primero de los doce campeonatos nacionales de liga que ostenta en la actualidad (1994, 1995, 1996, 1999, 2000, 2001, 2002, 2003, 2007, 2008, 2009 y 2010). En 2009 ganó la Copa de la EFAF. En 2010 se incorporaron a la liga austriaca (Austrian Football League), pero no abandonaron la liga checa, por lo que compiten en dos ligas diferentes. En 2024 ganaron por primera vez la Austrian Football League.